# Oberneuland
Oberneuland (niederdeutsch Överneeland) ist ein Stadtteil der Stadtgemeinde Bremen und gehört zum Bremer Stadtbezirk Ost.

## Geografie
Oberneuland liegt im Nordosten Bremens, zirka 5 bis 6 km vom Stadtzentrum entfernt, in der Wümmeniederung.
Die benachbarten Stadt- bzw. Ortsteile sind im Süden Osterholz, im Südwesten Vahr, im Westen Horn-Lehe und im Norden Borgfeld und die niedersächsische Gemeinde Lilienthal.
Oberneuland ist nicht in einzelne Ortsteile untergliedert. Durch Ortsgesetz vom 24. April 2013 wurde es mit Wirkung vom 25. April 2013 zum Stadtteil ernannt, weil es mehr als 10.000 Einwohner hat.
Ein kleiner zentraler Bereich befindet sich um die Mühlenfeldstraße, wo Ortsamt, Polizeistation, mehrere Läden, eine Schule, Sozialeinrichtungen und der Bahnhof angesiedelt sind.

## Geschichte

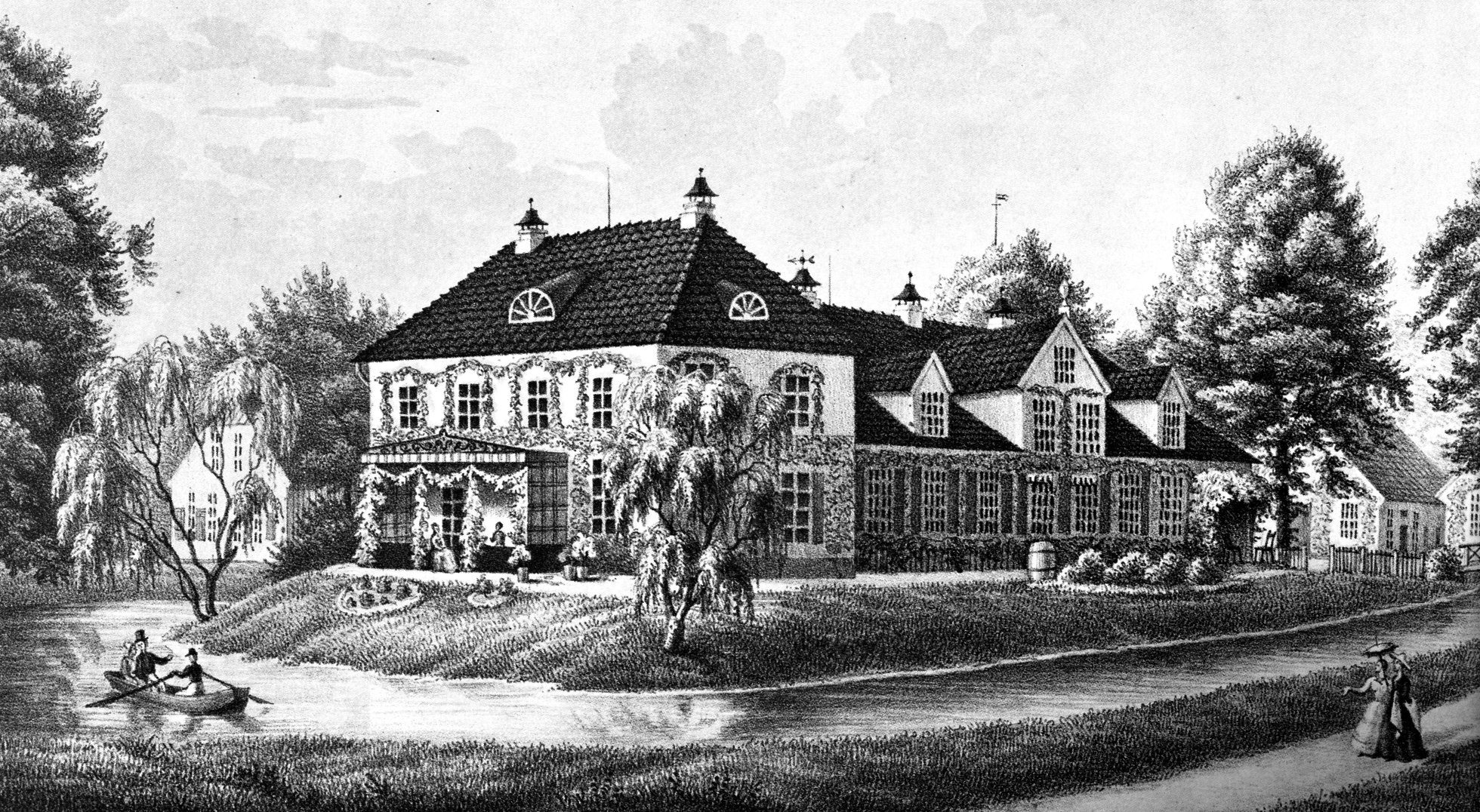
Gut Hodenberg um 1845

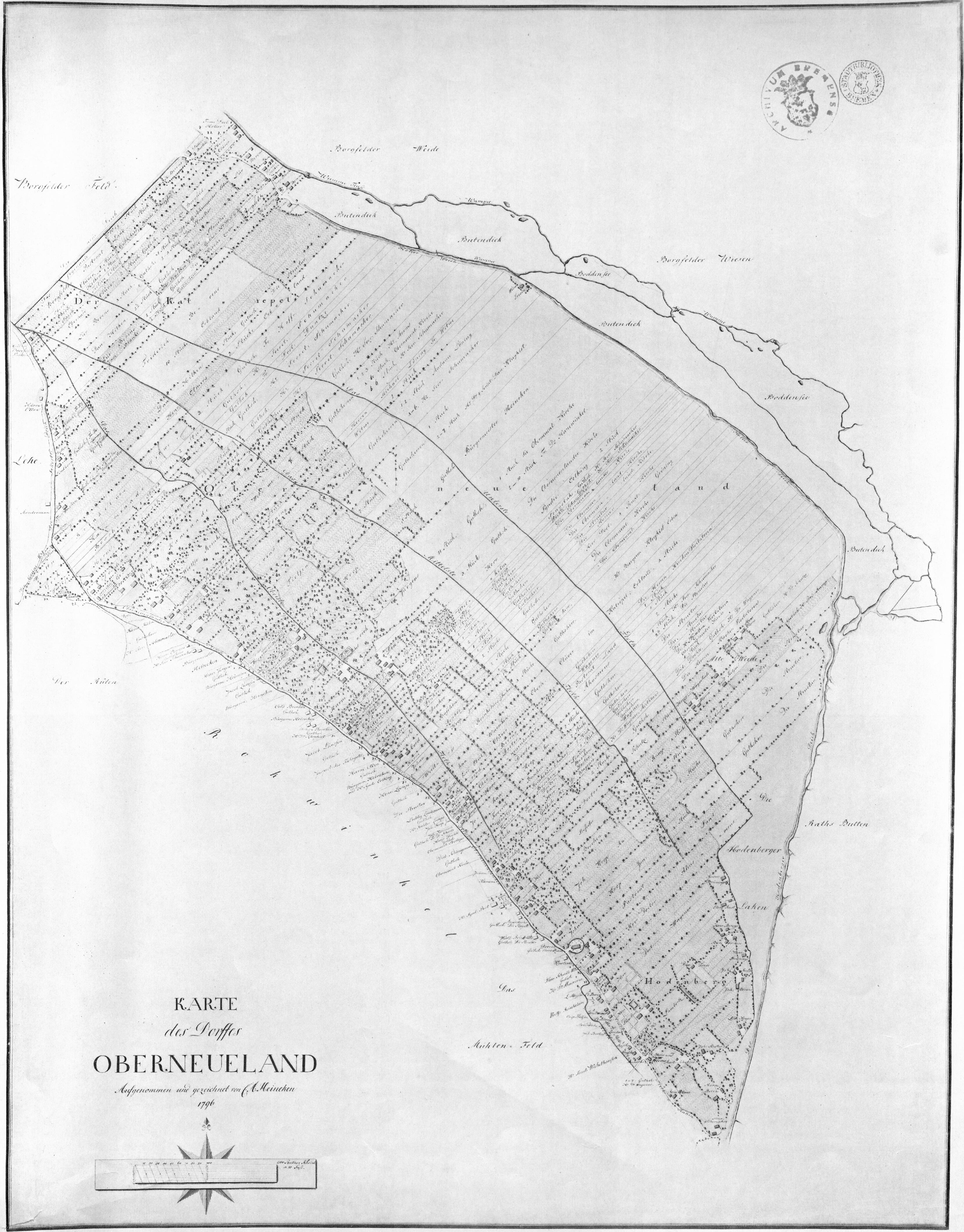
Oberneuland 1796

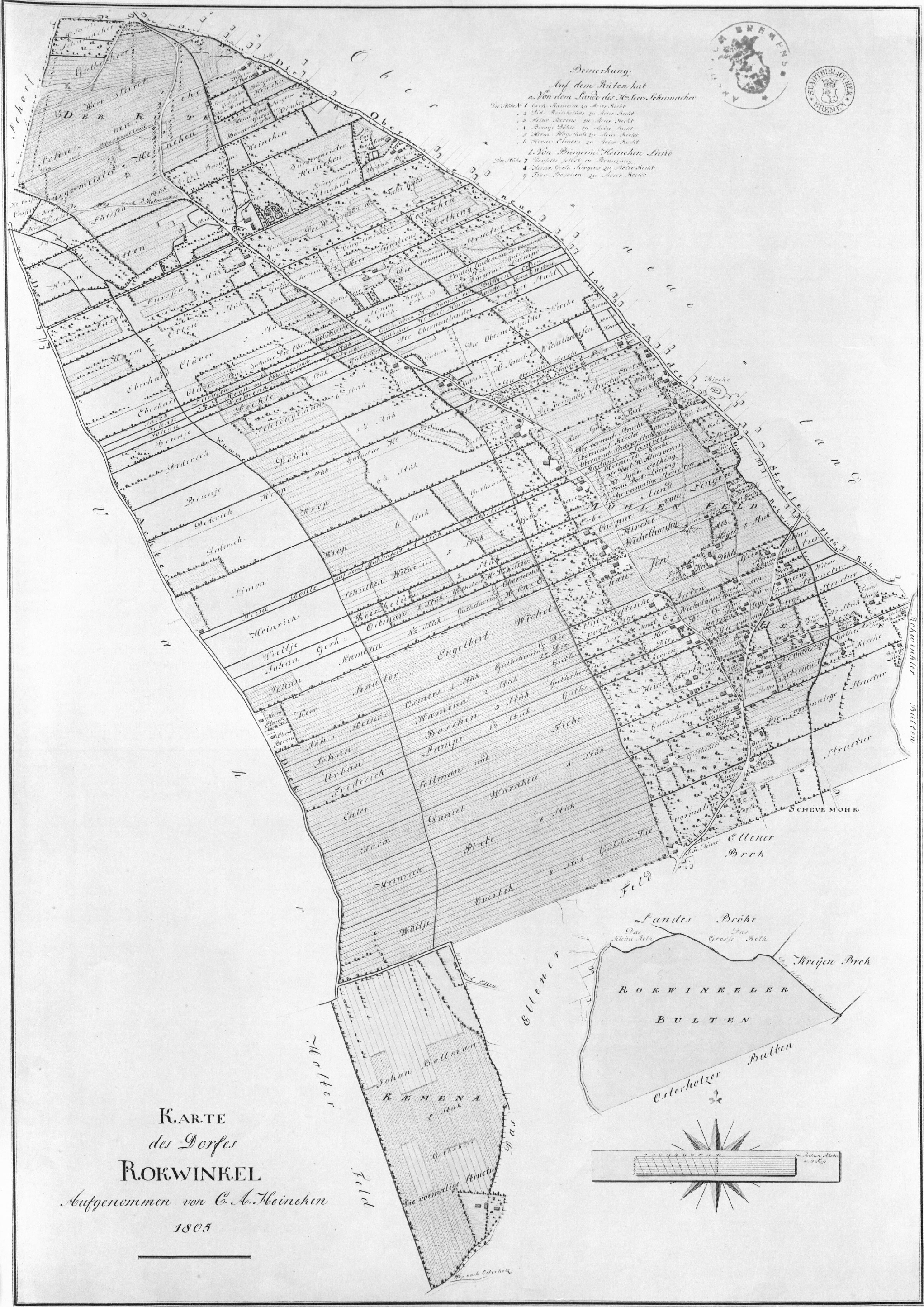
Ro(c)kwinkel 1805

Der Siedlungsbeginn war 1113, als Holländer im Auftrag des Erzbischofs von Bremen mit der Kultivierung des Hollerlandes begannen. 1149 fand das Gut Hodenberg die erste Erwähnung.
Erstmals urkundlich erwähnt wurde Oberneuland (1181: Overnigelant) in einer Ansiedlungsurkunde von 1181. Es wurde der Verkauf von Ödland an nicht bekannte Holländer dokumentiert, die Nachfahren niederländischer Kaufleute und Händler waren und deshalb über Kenntnisse der Urbarmachung sumpfiger Ländereien verfügten. Die Siedler unterlagen einem besonderen Recht, dem so genannten Hollerrecht, d. h., sie hatten zwar gewisse Abgaben zu leisten, konnten aber über ihr Land frei verfügen und es auch vererben. Dies darf wohl als die Grundlage zur Entstehung des Dorfes Oberneuland gelten.
Der Name wird als über dem neuen Land interpretiert. Mit den neuen Land dürften zuvor erschlossene Teile des Hollerlandes gemeint sein. Oberneuland lag über diesem, also höher, stromauf oder jenseits.
Die Dörfer Oberneuland und Rockwinkel gehörten zum Goh Hollerland.
Rockwinkel, 1181 als tom Rockwinkel genannt, war ein selbstständiges Dorf das im 12. Jahrhundert entstand. Das zuständige Kirchspiel war immer Oberneuland. 1888 erfolgte auch der gemeindliche Anschluss an Oberneuland. 1885 hatte das Dorf 1080 Einwohner, 1885 waren es 1342 Einwohner. Eine Nebenschule bestand bis 1964 am Rüten. 1953 wurde die Schule an der Uppe Angst begründet.
Die Kirche zu Oberneuland wurde zwar erst 1270 erwähnt, es kann aber davon ausgegangen werden, dass sie gleich zu Beginn der Besiedelung geplant war und der Bau um ca. 1200 begonnen wurde. Benannt wurde sie als Kirche St. Johann, benannt nach Johannes dem Täufer. Patronatsherr war das Bremer Domkapitel und seit der Reformation der Bremer Rat. Der heutige neugotische Backsteinbau entstand 1860 nach Plänen von Heinrich Müller und ersetzte als Neubau die ursprüngliche romanische Dorfkirche.
1805 wurde ein Gemeindehaus beigefügt und 1962 durch einen Neubau ersetzt.

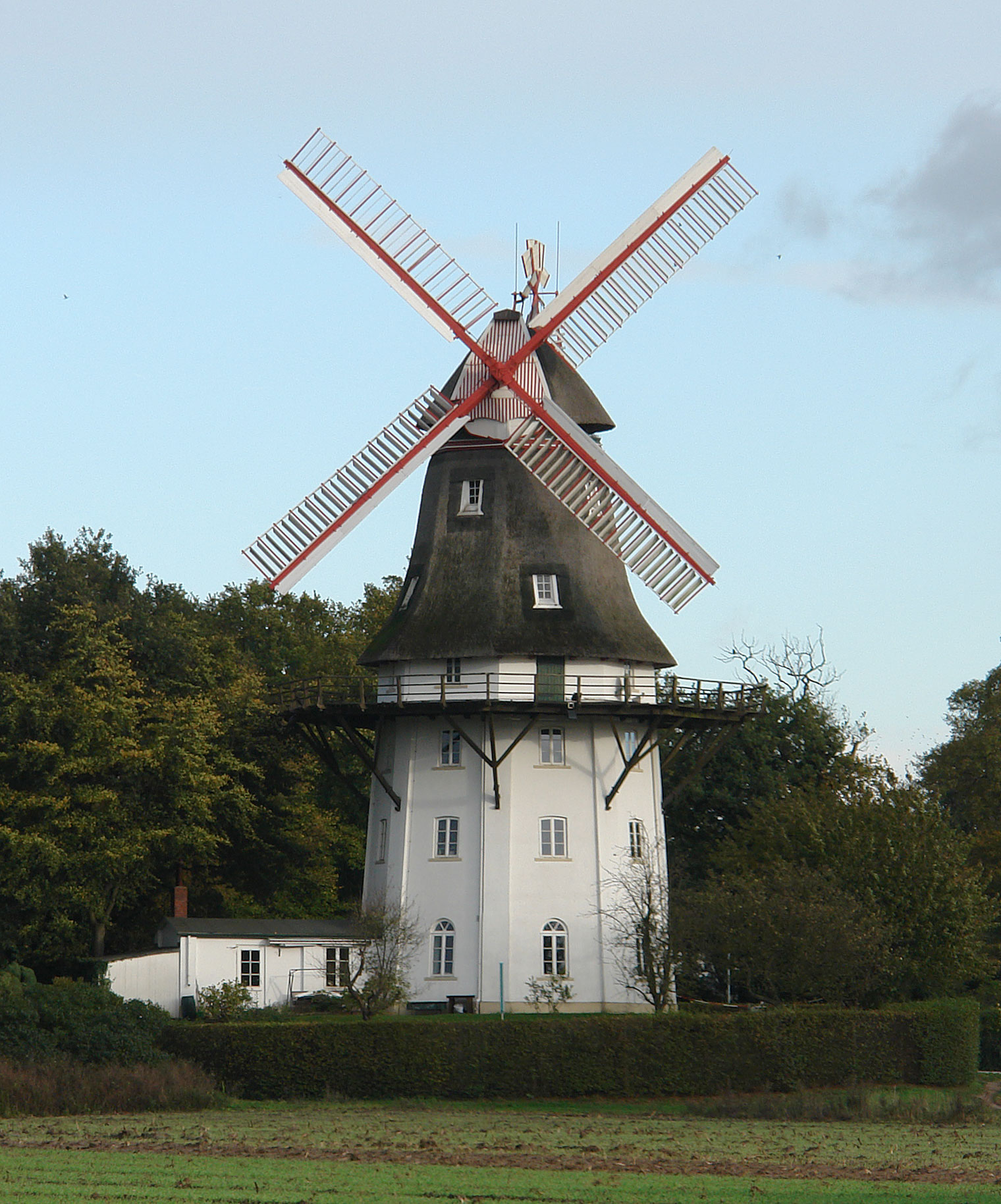
Oberneulander Mühle von 1848

Die Mühle war die erste Windmühle in Oberneuland und entstand um 1614 zunächst als Bockwindmühle, die erst später durch eine Holländermühle ersetzt wurde. Diese wurde 1840 durch einen Brand zerstört, 1848 wieder vollständig aufgebaut und stellt jetzt das Wahrzeichen Oberneulands dar. Seit 1970 fungiert sie als Außenstelle des Bremer Focke-Museums und beherbergt die ständige Ausstellung „Vom Korn zum Brot“.
Die Schulen hatten ihren Ursprung in der einklassigen Kirchspielschule neben der Kirche an der Oberneulander Landstraße. 1819 musste diese baufällige Schule abgerissen werden, und es entstand 1820 ein Neubau, der 1821 abbrannte, im selben Jahr wieder aufgebaut und 1860 durch ein Gebäude mit zwei Klassen ersetzt wurde.

Auf den Rüten, an der Rockwinkler Landstraße, entstand eine Nebenschule, von der nur ein Gebäude von 1877 erhalten blieb. Die alte Rütenschule wurde um 1964 aufgegeben.

1877 kam ein weiteres Schulgebäude, die heutige Schule Oberneuland, hinzu, und die Schülerzahl lag 1884 schon bei 493. Bremen übernahm 1889 die Schule vom Kirchspiel.

Durch die Zunahme der Einwohnerzahl war es erforderlich, 1953 ein weiteres Schulzentrum in Rockwinkel, Uppe Angst 31, mit zuerst 8 Klassenräumen zu erstellen. 1955 kamen weitere 6 Räume und 1975 ein weiterer Neubau und die Turnhalle hinzu.
Im Sommer 1846 fand das Bremer Schützen- und Volksfest zu Oberneuland statt. Es war das erste Bremer Schützenfest und wurde vom Bremer Schützenverein von 1843 veranstaltet. Der Festplatz befand sich auf dem Hohen Kamp, hinter dem damaligen Oberneulander Ausflugslokal „Jürgens’ Holz“ (an der heutigen Oberneulander Landstraße). Das pompöse Schützen- und Volksfest erregte seinerzeit auch außerhalb Bremens Aufsehen. Es wurde nur einmal, 1847, in der gleichen Form und am selben Ort wiederholt.

### Staatliche Zuordnungen
1888 wurden die bremischen Landgemeinden Oberneuland und Rockwinkel zu einer bremischen Landgemeinde vereinigt. 1904/05 kam es zu einem Gebietsaustausch: Bremen erhielt von Preußen Flächen für den Ausbau der Häfen in Bremerhaven und 595 Hektar Land der bremischen Landgemeinden Oberneuland-Rockwinkel und Borgfeld wurden an die Gemeinde Fischerhude in der preußischen Provinz Hannover abgegeben. Am 1. April 1921 wurden Teile der bremischen Landgemeinde Oberneuland-Rockwinkel und 1923 weitere 21 Hektar in die Stadt Bremen eingemeindet. Am 1. Dezember 1945 wurde die gesamte Gemeinde Oberneuland-Rockwinkel stadtbremisches Gebiet.

### Die weitere Entwicklung

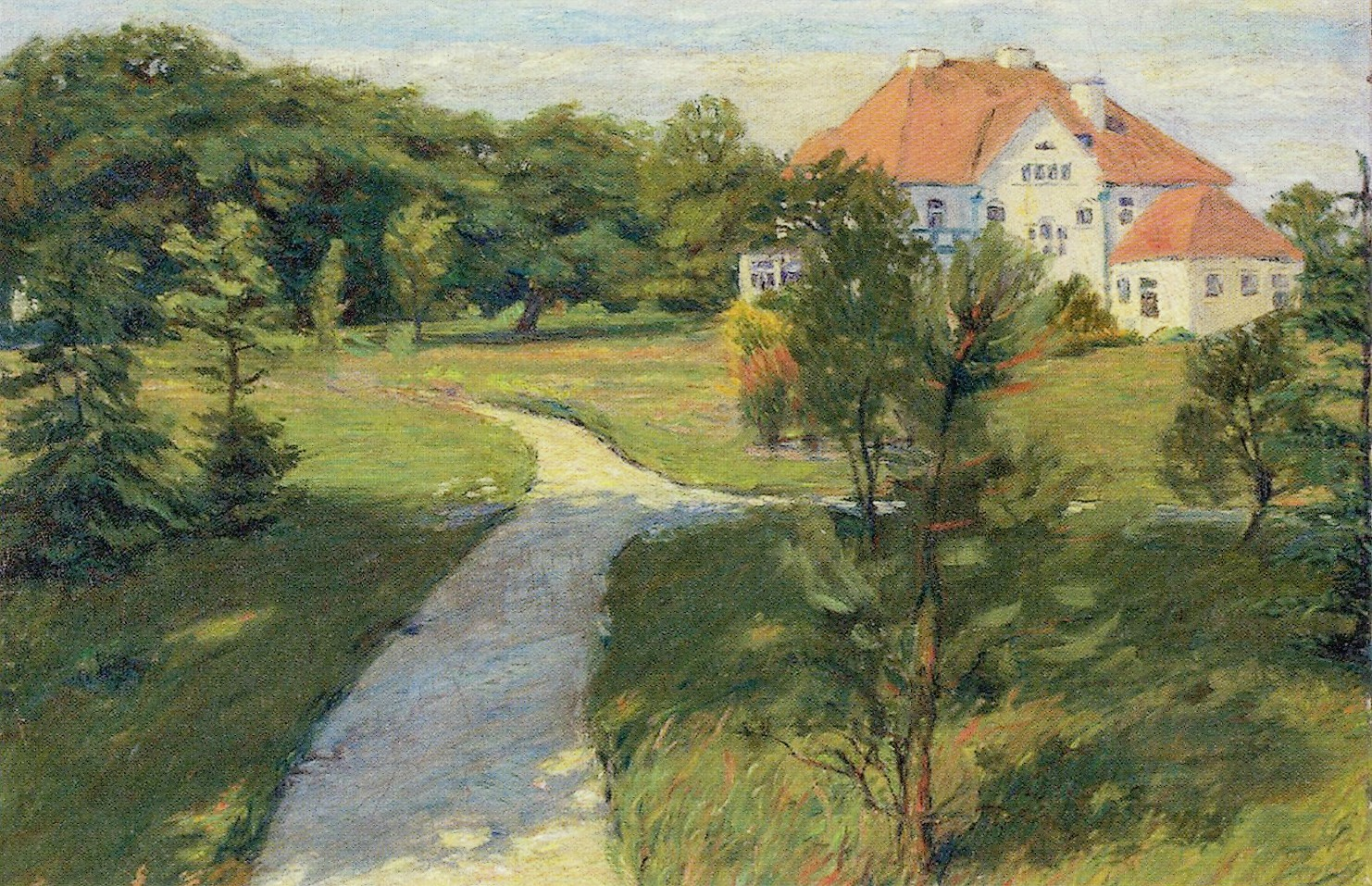
Das Elternhaus „Villa Haake“ des Malers August Haake um 1910 in Rockwinkel.

In den 1870er Jahren entstand der Bahnhof Bremen-Oberneuland an dem 1873 eröffneten Streckenabschnitt Osnabrück–Harburg der Bahnstrecke Wanne-Eickel–Hamburg. Bremer Bürger entdeckten das Dorf Oberneuland als beliebtes Ausflugsziel.
Immer häufiger schufen sich jetzt gut situierte Bremer ausgedehnte Sommersitze und Herrenhäuser in Oberneuland, von denen einige noch erhalten sind. Dieser Tatsache verdankt Oberneuland heute seine zahlreichen Villen und großen Park- und Gartenanlagen. Oberneuland ist in Bremen als bevorzugter Stadtteil und als Wohnort vieler Prominenter bekannt. Nach Horn ist der Ort mit einem jährlichen Einkommensdurchschnitt von fast 84.000 Euro der zweitreichste Stadtteil Bremens. Oberneuland zeichnete sich vor allem durch viele repräsentative Einfamilienhäuser auf großen Grundstücken aus.
1927 entstand die Freiwillige Feuerwehr und
1928 eine erste Turnhalle für die Schulen und die Turner. Seit 1925 verkehrt ein Linienbus zwischen Oberneuland und Horn.

### Einwohnerentwicklung
| Jahr | Oberneuland | Rockwinkel | Ges. Ortsteil |
| 1812 | 509         | 495        | um 1.004      |
| 1855 | 738         | 1.080      | um 1.818      |
| 1905 | um 950      | um 1.450   | 2.393         |
| 1939 |             |            | 3.950         |
| 1955 |             |            | 6.056         |
| 1999 |             |            | 12.291        |
| 2005 |             |            | 12.595        |

## Politik und Verwaltung

### Beirat
Der Beirat Oberneuland tagt regelmäßig und in der Regel öffentlich im Ortsamt oder in anderen Einrichtungen wie z. B. Schulen. Der Beirat setzt sich aus den auf Stadtteilebene gewählten Vertretern der politischen Parteien oder Einzelkandidaten zusammen. Die Beiratswahlen finden alle vier Jahre statt, zeitgleich mit den Wahlen zur Bremischen Bürgerschaft. Der Beirat diskutiert über alle Belange des Stadtteils, die von öffentlichem Interesse sind, und fasst hierzu Beschlüsse, die an die Verwaltung, die Landesregierung und die Stadtbürgerschaft weitergeleitet werden. Für seine Arbeit bildet er Fachausschüsse. Dem Beirat stehen für stadtteilbezogene Maßnahmen eigene Haushaltsmittel zur Verfügung.

### Ortsamt
Das Ortsamt Oberneuland ist seit 1946 eine örtliche Verwaltungsbehörde. Es unterstützt den Beirat bei seiner politischen Arbeit. Es soll an allen örtlichen Aufgaben mitwirken, die von öffentlichem Interesse sind. Es wird von einem vom Beirat gewählten und vom Senat bestätigten hauptamtlichen Ortsamtsleiter geführt.
Ortsamtsleiter ist seit November 2019 Matthias Kook.

## Kultur und Sehenswürdigkeiten

### Bauwerke

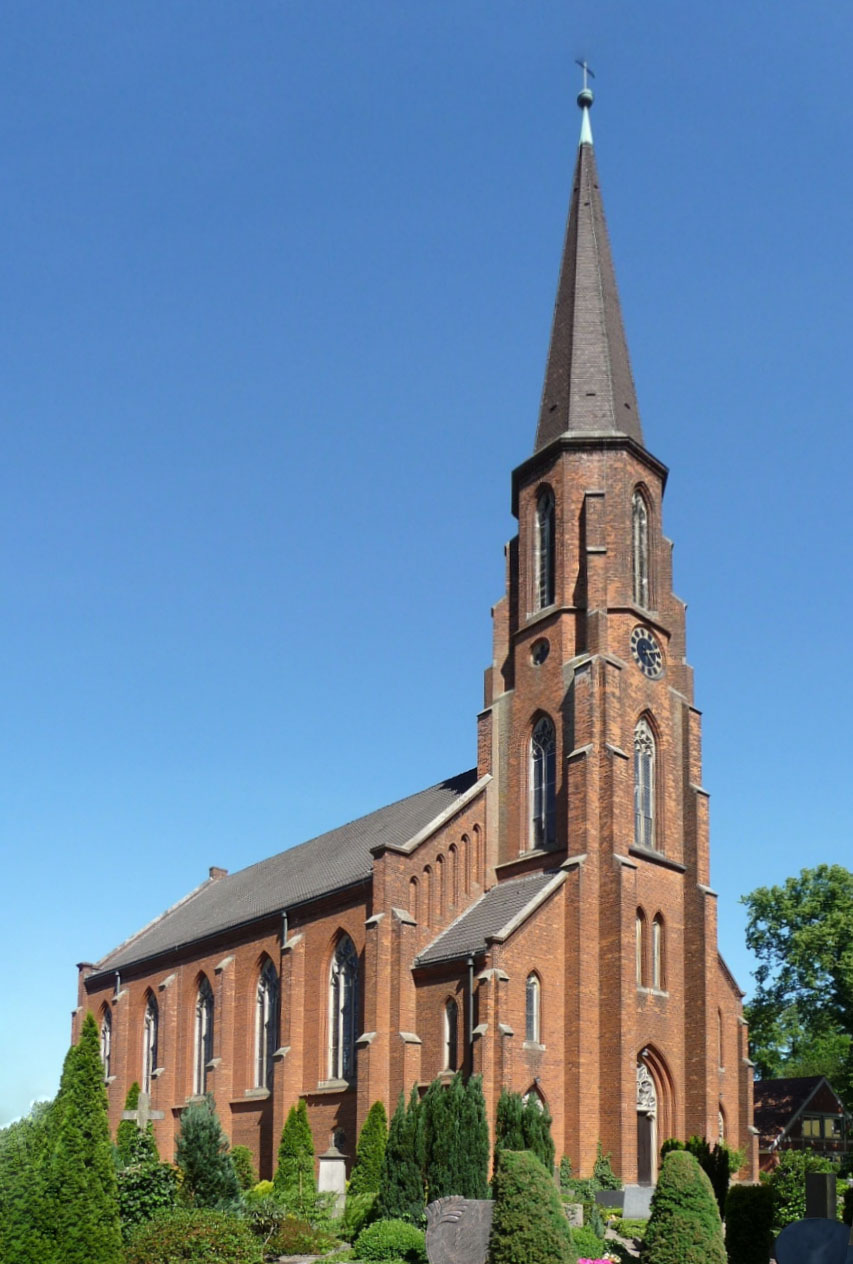
St.-Johann-Kirche von 1860

- Oberneulander Mühle, eine Holländerwindmühle  von 1848 und Wahrzeichen des Stadtteils
- neugotische, ev. St.-Johann-Kirche von 1860 nach Plänen von Heinrich Müller
- neugotische Friedhofskapelle von 1905, Oberneulander Landstraße 37
- Landhaus Waldthausen von 1906, Mühlenfeldstraße 49,  nach Plänen von Eduard Gildemeister und Wilhelm Sunkel
- Landgut Hodenberg, seit 1608,  heute eine Stiftung
- Lür-Kropp-Hof, Rockwinkeler Landstraße 5, ein über 200 Jahre alter Bauernhof, für Feiern, Empfänge, Trauungen, Ausstellungen und Veranstaltungen
- Klatte-Hof von 1709, Rockwinkeler Heerstraße 123, Sitz des Heimatvereins Oberneeland.
- Schmiede Oberneuland, Oberneulander Heerstraße 72
- Haus Schumacher von um 1780, ältester erhaltene  Brinksitzerhaus in Bremen, in dem früher zwei Brinksitzer lebten
- Brinksitzerhaus Oberneulander Landstraße 24 von 1833.
- Ehemalige Gaststätte Meyer am Boom, Oberneulander Landstraße 8, galt als Bremens ältestes Gasthaus, bis es 2014 geschlossen wurde
- Behrens Dampfmühle, Rockwinkeler Heerstraße 9 (2022 ausgebrannt, abgerissen)
- Sender Bremen-Oberneuland von 1998, errichtet von Radio Bremen, ersetzte die abgebaute Anlage auf dem Leher Feld (2010 außer Betrieb genommen, 2014 abgerissen)
- Landsitz Hasse mit dem Landhaus Hasse von 1896 und Hasses Park
- Altenzentrum Ichon-Park von 1977, Oberneulander Landstraße 70; Architekten: Turk, Borchers und Richter
- 22 Doppelhäuser von 1972, Hartlaubstraße; Architekten: Schmidt, Ude und Köhl
- Wohnanlage Hoffmannspark 1 von 1984; Architekten: Turk, Borchers und Richter
- Wohnanlage Wilhelm-Böhmert-Straße 6 von 1974; Architekt: Meyer-Burg
- Wohnanlage Marcusallee von 1974; Architekten: Schmidt und Müller;
- Geschäftshaus Oberneulander Heerstraße 30 von 1984; Architekt: Gert Schulze
- 15 Doppel- und Einfamilienhäuser Uppe Angst 1; Architekten: Schmidt und Heckrott
- Landhaus Ehlers von 1906 von Diedrich Bollmann als frühe Reformarchitektur
- Wohn- und Wirtschaftsgebäude Behrens-Döhlen von 1791 in Fachwerk, Oberneulander Landstraße 101

### Park- und Grünanlagen
Die Oberneulander Parks sind zumeist Grünanlagen im englischen Stil um die Herrenhäuser verschiedener Landgüter.
- Heinekens Park mit Heinekens Landgut (um 1790), dem Landgut Schumacher mit dem Herrenhaus, dem Hofmeierhaus (um 1790, heute Galerie) und dem 2,7 Hektar großen Park von Gottlieb Altmann (um 1762) befindet sich an der Oberneulander Landstraße 151/153. Landesdenkmalpfleger Stein bezeichnete die Anlage mit dem Heckentheater und den seltenen Bäumen als Bremens kostbarste Gartenanlage.
- Der sieben Hektar große romantische Landschaftsgarten Höpkensruh mit dem Landhaus Böving von Walter Görig (ab 1815) und dem klassizistischen Landgut Schultz (um 1800) liegt an der Oberneulander Landstraße 65. Bekannt ist der große nordamerikanische Maiglöckchenbaum. Ein Obelisk soll an die Botaniker Haller, Linné, Jacquin und Roth erinnern.
- Muhles Park mit dem Landgut Muhle liegt direkt neben Höpkens Ruh. Der Park entstand 1825 durch die Familie Böving auf einem Meierhof. 1922 wurde der Landsitzpark von der Familie Muhle übernommen und  1975 von Bremen angekauft. Auf seinen Wanderwegen gelangt man vorbei an Weiden zum Oberneulander Deich in die Wümmeniederung bis zum Hexenberg und nach Fischerhude.
- Ichons Park gegenüber von Höpkens Ruh; 1726 erstes Gutshaus vom Seidenkaufmann Post, sein Enkel legte nach Plänen von Gottlieb Altmann 1768 den zwei Hektar großen Park an, Gutshaus von 1843 für Senator Gerhard Caesar,  Notar Theodor Ichon war bis 1967 (†) Eigentümer, heute Teil einer Seniorenwohnanlage.
- Park Gut Hodenberg, Oberneulander Landstraße, Ecke Hodenberger Straße, sieben Hektar groß, mit  romantisch wirkenden Naturtheater, altem Herrenhaus,  barocker Tuffstein-Grotte von 1787 von Gartenarchitekt Christian Roselius, Pavillon von um 190, Gartenplastiken aus dem 18./19. Jahrhundert und Stallungen des Reitvereins Hubertus von um 1790  aus einem wasserumgebenen Platz aus dem 12. Jahrhundert

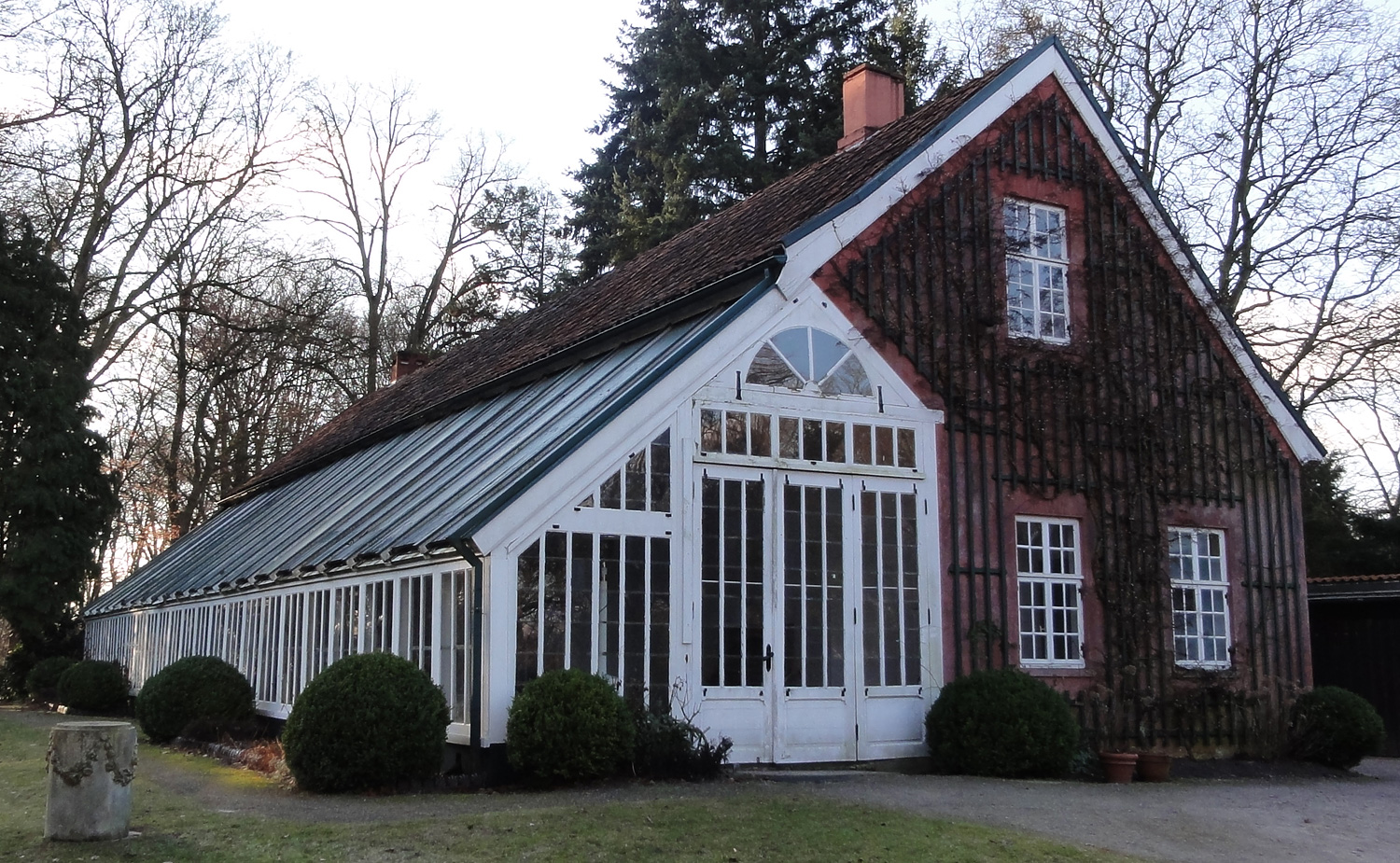
Orangerie von 1790 in Hasses Park, bei der Tobias-Schule

- Landschaftspark Hasses Park mit den Gärten des ehem. Landgutes Wichelhausen, später Iken-Hoff und mit der Orangerie von 1790 sowie dem Gewächshaus wurde 1880 Wahrscheinlich nach Plänen von Gartenarchitekt Wilhelm Benque neu gestaltet. Er ist zum Teil erhalten und liegt an der Rockwinkeler Landstraße 41/43. Zum Park gehört der ehemalige Landsitz Hasse, der nach Plänen von Eduard Gildemeister und Wilhelm Sunkel gebaut wurde (heute Tobias-Schule).
- Achterdiekpark von 1975, zwischen Hermann-Frese-Straße und Büropark, neun Hektar groß, betrieben durch  den Verein Achterdiekpark , hier befand sich von 1966 bis 1975 der Zoo Bremen, betrieben vom Tierhändler George Munroe
- Anschließende 31 Hektar große Grünflächen am Achterdieksee und an der Autobahn A 27, entstanden in den 1960er Jahren beim Bau der Vahr.
- 677 Hektar großes Naturschutzgebiet Borgfelder Wümmewiesen

## Öffentliche Einrichtungen

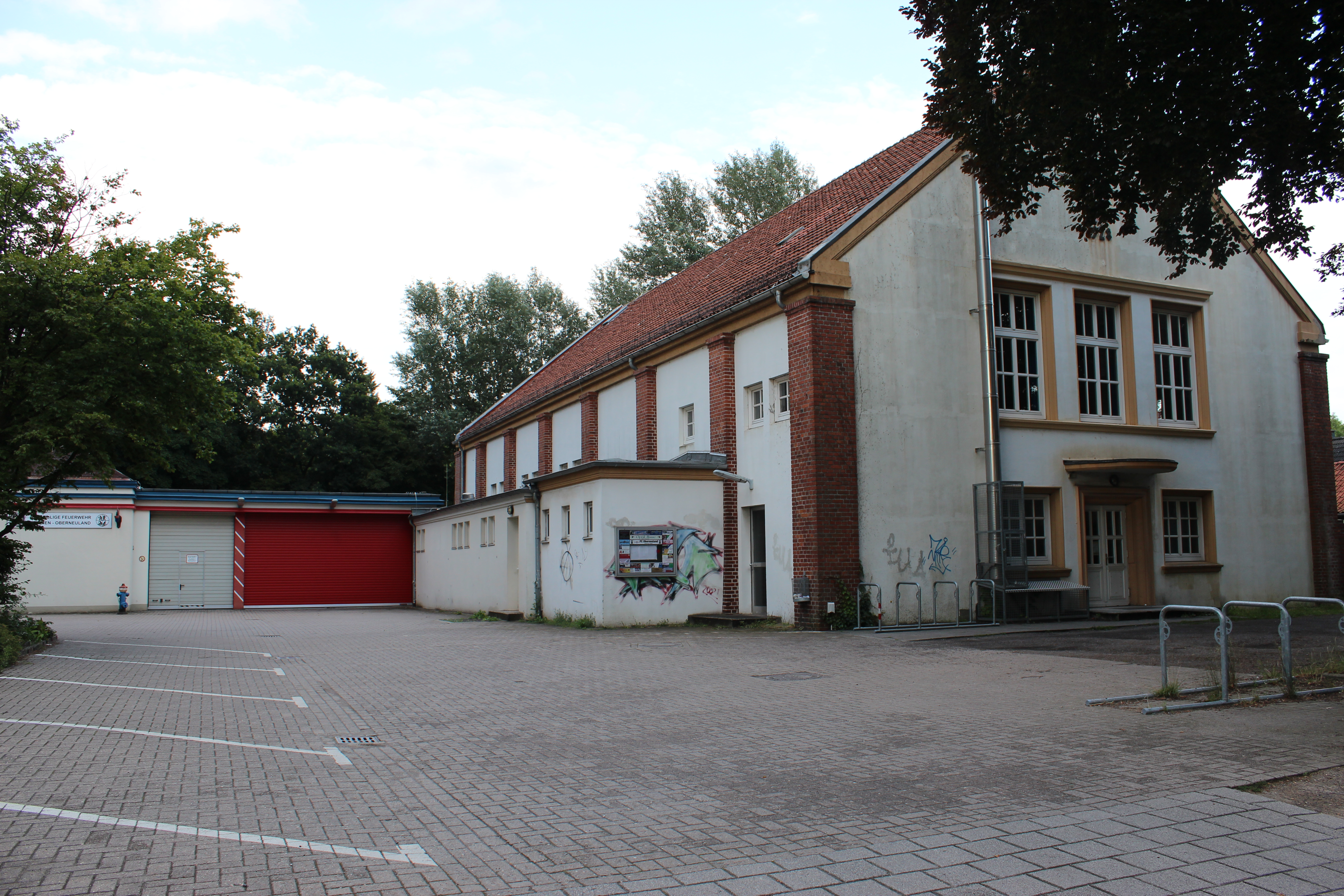
Freiwillige Feuerwehr Oberneuland

### Allgemein
- Ortsamt Oberneuland, Mühlenfeldstraße 16
- Freiwillige Feuerwehr Bremen-Oberneuland, Mühlenfeldstraße

### Schulen

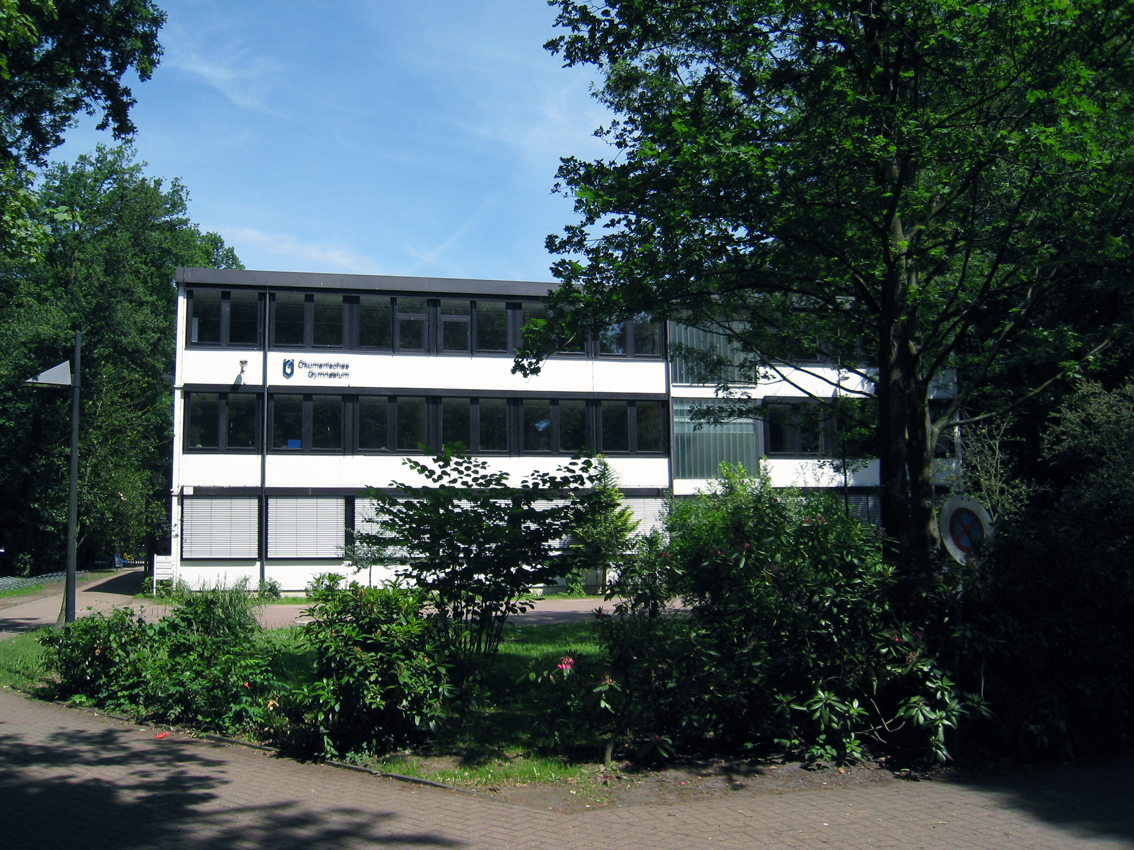
Ökumenisches Gymnasium (ÖG)

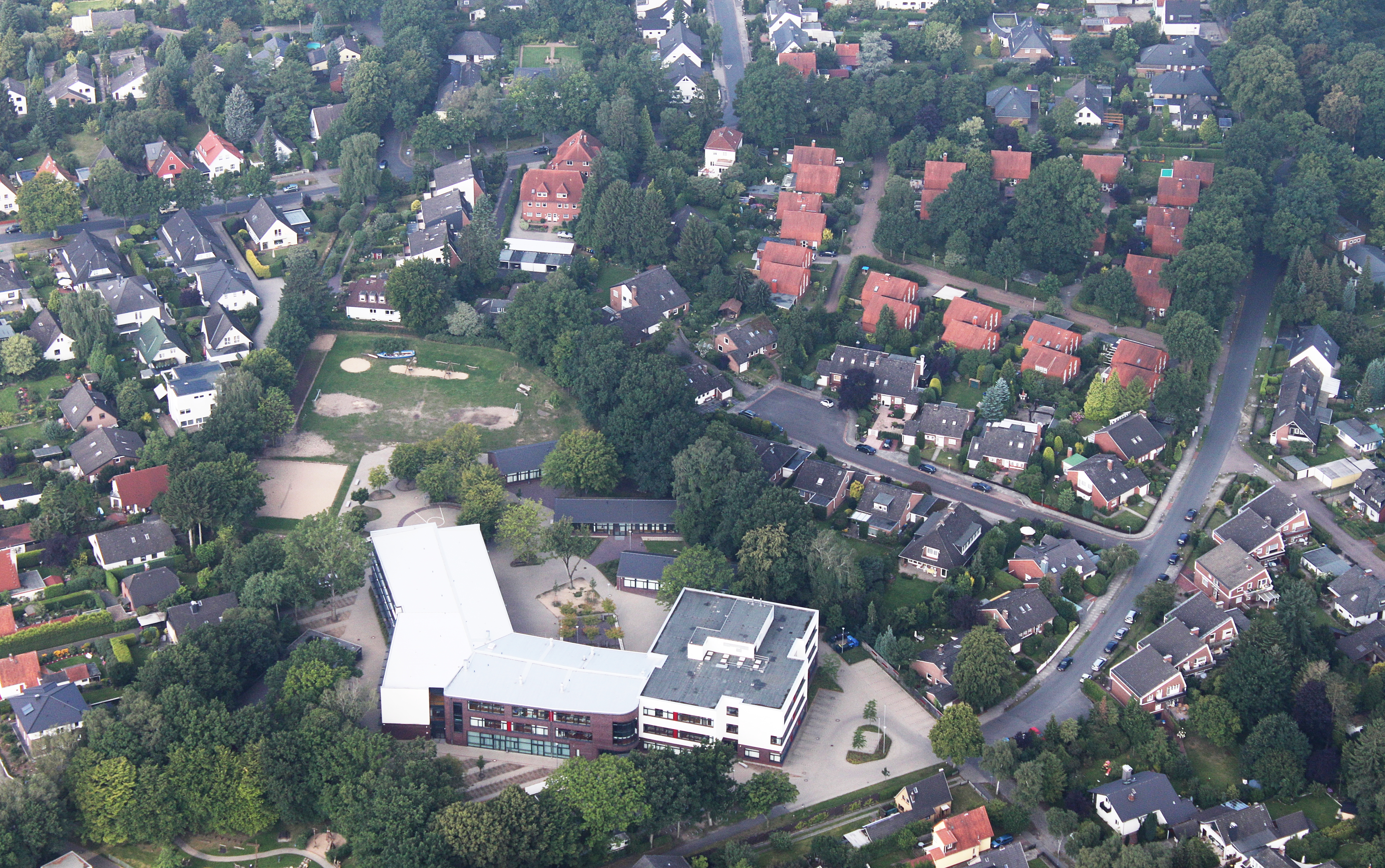
Oberschule Rockwinkel

- Oberschule Rockwinkel, Sekundarschule I und ein Gymnasium an der Uppe Angst 31
- Ökumenische Gymnasium Bremen (ÖG) von 1981, Oberneulander Landstraße 143 A, in freier Trägerschaft
- Schule Oberneuland, Grundschule an der Oberneulander Landstraße 36
- Tobias-Schule, Förderschule in freier Trägerschaft und Förderzentrum an der Rockwinkeler Landstraße 41–43

### Soziales
- Montessori-Kinderhaus Oberneuland, Mühlenfeldstrasse 38
- Kindergarten Sternschnuppe
- Kindergarten Evang. Gemeinde Oberneuland
- Kinderheim Hermann Hildebrand am Vinnenweg
- Kindergarten Achterdiek e. V.
- Elefanten-Kinderkreis Oberneuland e. V.
- Kita Metas Kinnerhus, Rockwinkler Heerstraße 30; Neubau von 2021[8]
- Stiftung Mädchen-Waisenhaus von 1596; Wohngruppe am Hollerlander Weg 76
- Stiftungsresidenz Ichon-Park der Bremer Heimstiftung, Oberneulander Landstr. 70
- Altenheim K&S-Seniorenresidenz Bremen-Oberneuland
- Jugendzentrum Sasu Oberneuland, Oberneulander Landstraße 178

### Kirchen
- Ev. neugotische Kirche St. Johann, Oberneulander Landstraße 41/Hohenkampsweg 6

### Sport
Anlagen
- Marko Mock Arena am Vinnenweg
- Achterdiekbad des  BSV; Wettschwimmbahn und Badeanstalt von 1915 an der Franz-Schütte-Allee, mit Stiftungsgeldern von Franz Schüttes – Erben gebaut

Vereine
- Bremer Hockey-Club, Heinrich-Baden-Weg 25
- Bremische Schwimmverein (BSV), Achterdiek 160
- FC Oberneuland von 1948, Vinnenweg 100, die Fußballmannschaft spielte seit 2008 und seit 2020 mehrere Jahre in der Regionalliga Nord.
- Grün-Gold-Club Bremen (GGC) von 1932, Oberneulander Landstraße 104, international bedeutender Tanzclub, in der Landes-, Ober-, Regionalliga und ersten Bundesliga vertreten; in der Formation und im Einzel errang er viele Deutsche-, Europa- und Weltmeisterschaften. Der GGC wirkt seit 2002 gemeinsam mit dem TSC Schwarz-Silber.
- Golf-Club Oberneuland, Heinrich-Baden-Weg 25
- Hubertus Reitverein Bremen, Hodenberger Straße 10
- Jugendfreizeitheim Sasu, Oberneulander Landstraße 178
- Reit- und Fahrverein Oberneuland, Oberneulander Landstraße 145c
- Sportverein Sasu, Oberneulander Landstraße 178
- Schützenverein Oberneuland, Simon-Hermann-Post-Weg 13
- Tauchclub Octopus Bremen, Hermann-Frese-Straße 20 A
- TV Oberneuland, Vinnenweg 91

## Wirtschaft und Verkehr

### Wirtschaft
Oberneuland ist ein Wohnstandort des gehobenen Bedarfs. Als Betriebe und Gewerbeflächen sind zu nennen:
- Büropark Oberneuland, Franz-Schütte-Allee/Achterdiekstraße auf 10 Hektar Fläche mit Büros und Dienstleistungsbetrieben
- Roha Arzneimittel GmbH von 1919: Gesundheitsprodukte u. a. Naturheilmittel, Kosmetika, Medizin- und Nahrungsergänzungsmittel; seit 1935 in Oberneuland

### Verkehr

#### Eisenbahn

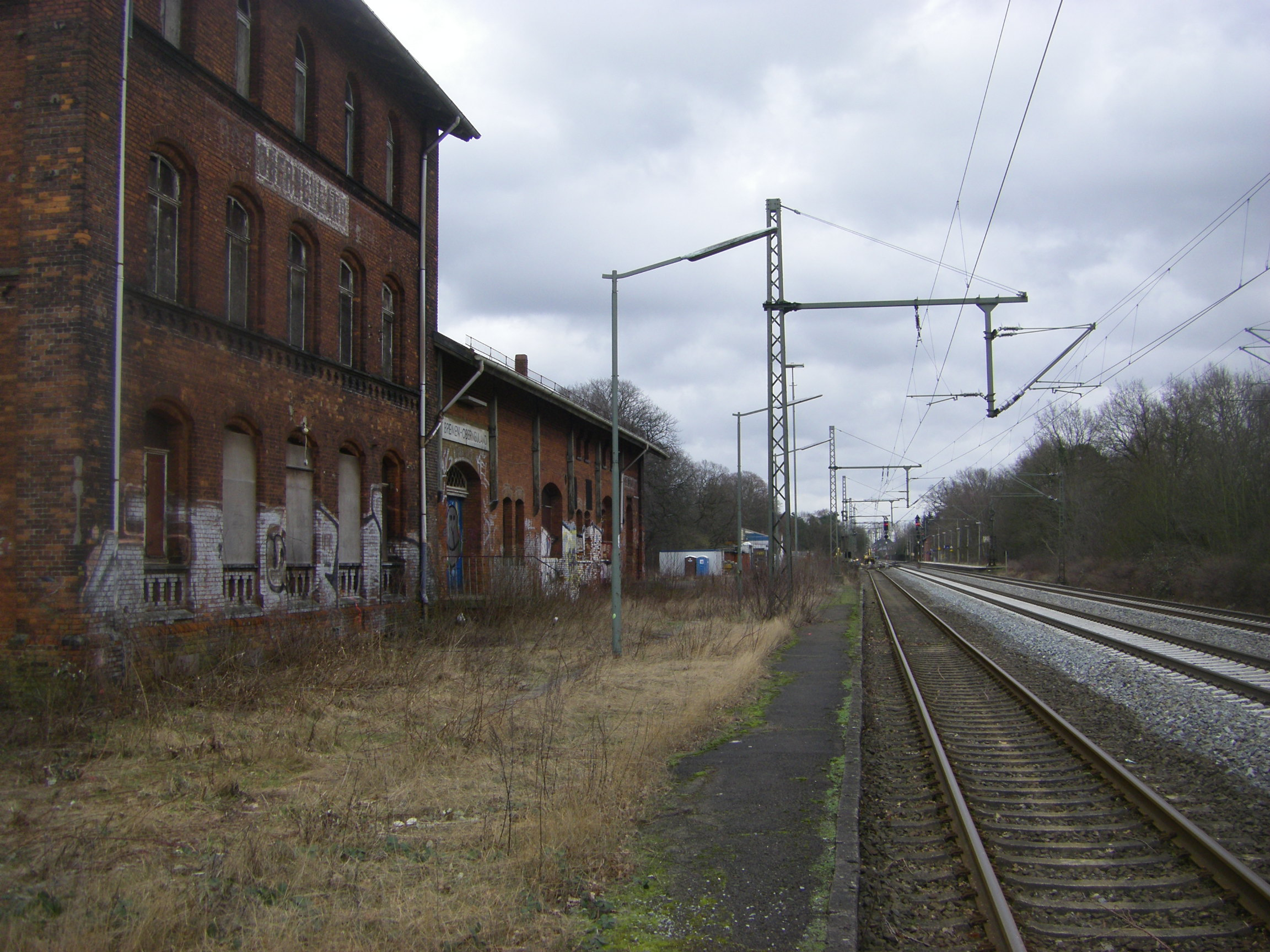
Altes Bahnhofsgebäude Bremen-Oberneuland, erbaut um 1873, im Hintergrund die neuen Bahnsteige (2013)

Oberneuland besitzt den Bahnhof Bremen-Oberneuland an der Bahnstrecke Wanne-Eickel–Hamburg. Er wird von Regionalzügen zwischen Bremen Hbf und Hamburg Hbf der metronom Eisenbahngesellschaft bedient, die Teil des Hanse-Netzes sind.

#### ÖPNV
Folgende Buslinien der Bremer Straßenbahn AG (BSAG) durchqueren Oberneuland:
- Buslinie 31: Borgfeld-Ost – Universität – Horn – Oberneuland/Nedderland
- Buslinie 33: Horn – Oberneuland – Sebaldsbrück
- Buslinie 34: Horn – Oberneuland – Sebaldsbrück
- Nachtbuslinie N3: Rablinghausen – Woltmershausen – Mitte – Hauptbahnhof – Schwachhausen – Universität – Horn-Lehe – Oberneuland – Osterholz – Bahnhof Mahndorf

#### Straßen
Oberneuland kann erreicht werden
- über die Autobahn A 27, Anschlussstelle Bremen-Vahr,
- von Bremen-Mitte über Dobbenweg – Schwachhauser Heerstraße – Autobahnzubringer,
- von der Östlichen Vorstadt über Stader Straße/Georg-Bitter-Straße – Kirchbachstraße – Autobahnzubringer,
- von Osterholz über die Rockwinkler Landstraße.

Die innerörtlichen Haupterschließungstraßen sind die Oberneulander Heerstraße, Rockwinkler Heerstraße, Rockwinkler Landstraße, Franz-Schütte-Allee und Oberneulander Landstraße. Die drei bisher existierenden höhengleichen Bahnübergänge wurden beziehungsweise werden derzeit durch Unterführungen ersetzt.
Darüber hinaus wird die historische Straße Uppe Angst näher beschrieben.

#### Rad- und Wanderwege
Zahlreiche Wege führen in Oberneuland u. a. zum Achterdieksee, über den Hollerdeich und den Aumundsdamm zur Wümme, dem Wümme-Radweg und nach Borgfeld/Lilienthal, über den Hodenberger Deich nach Ottersberg und über Nedderland/Marcusallee zum Rhododendron-Park Bremen.

## Persönlichkeiten
Persönlichkeiten, die im Stadtteil geboren oder gestorben sind und die hier gewohnt oder maßgeblich gewirkt haben (zeitlich geordnet):
- Arendt Averbeck (1649–1717), Schulmeister vom 11. September 1674 bis 1717, zugleich Küster in Oberneuland.
- Gerhard Caesar (1792–1874), Senator von 1832 bis 1849, baute 1843 das Landhaus in Ichons Park.
- Johann Höpken (1801–1877), Kaufmann und  Reeder, wohnte im Landgut Höpkens Ruh.
- Heinrich Müller (1819–1890), Architekt in Bremen.
- Ernst Müller-Scheessel (1863–1936), Künstler, wohnte in Oberneuland.
- Robert Rickmers (1864–1948), deutscher Werftbesitzer, Reeder und Reiskaufmann, wohnte auf dem Landsitz Hodenberg, die Rickmersstraße ist nach ihm benannt.
- Heinrich Hoops (1867–1946), Pastor und Heimatkundler.
- Heinrich Vogeler (1872–1942), Künstler, wohnte und wirkte auch in Oberneuland.
- Theodor Ichon (1889–1967), Rechtsanwalt und Notar wohnte im Landhaus Caesar-Ichon, Oberneulander Landstraße 70 (heute Seniorenwohnanlage).
- Metta Johanne Rödiger, geb. Kropp (1892–1978), vererbte den Lür-Kropp-Hof mit dem heutigen Hochtieds-Huus an die Stadt Bremen. Der Meta-Rödiger-Weg wurde nach ihr benannt.
- Friedrich Behrens (1897–1972) war Landwirt, ab 1945 Bürgermeister und von 1947 bis 1965 Amtsvorsteher bzw. Ortsamtsleiter von Oberneuland. Der Friedrich-Behrens-Weg trägt seinen Namen.
- Johann Meierdierks (1897–1983), Politiker und Mitglied der Bremischen Bürgerschaft
- Lisa Keßler (1904–1981), Gemeindeschwester, nach der 2003 eine Straße benannt wurde.
- Helmut Landwehr (* 24. Oktober 1916), Bankdirektor (Bankhaus Neelmeyer in Bremen), wohnte in Oberneuland
- Gerhard Schäfer (1922–2015), Hörfunkjournalist und Programmdirektor, wohnte in Oberneuland
- Helmut Lamprecht (* 1925 in Ivenrode; † 1997 in Bremen), Rundfunkredakteur und Schriftsteller, wohnte in Oberneuland
- Hartwig Amman (1927–2007), Pastor an der Kirche St. Johann und Heimatschriftsteller
- Günther Czichon (* 1930), Maschinenbauingenieur, Unternehmer, Politiker (SPD) und Senator aus Bremen, wohnte in Oberneuland
- Thomas vom Bruch (* 1961), Staatsrat und Bürgerschaftsabgeordneter (CDU)
- Derik Eicke (* 1974), Bürgerschaftsabgeordneter (SPD) seit 2023
- Simon Zeimke (* 1983), Bürgerschaftsabgeordneter (CDU) seit 2023